# Ветка
Ветка (блр. Ветка; рус. Ветка) град у источном делу Републике Белорусије, и главни је административни центар Веткавског рејона Гомељске области. Град лежи на десној обали реке Сож, на око 20 км североисточно од административног центра области града Гомеља. Подручје око града је током нуклеарне хаварије у Чернобиљу 28. априла 1986. било изложено екстремно високом степену штетног радиоактивног зрачења.

## Историја
Насеље је 1685. основала група руских старовераца, православних свештеника који нису прихватали реформе које је патријарх Никон (Минов; 1652-1666), увео 1653. године у Руску православну цркву. У време оснивања, Ветка се налазила на територији државне заједнице Пољске и Литваније. Првобитно насеље основано је на малој ади на реци Сож.
Почетком XVIII века Ветка је била једно од најважнијих средишта ове одметнуте верске групе, а у самом насељу и његовој околини основано је неколико манастира и испосница. Тако је током 30-их година 18. века у самом граду и околини живело и до 40.000 људи.
Град је више пута рушен од стране Руске Империје, и на послетку 1772. улази у састав тадашње руске државе. Град је спаљен, а становништво пресељено у источни Сибир.
Насеље је почело да се обнавља и интентивније развија током XIX века. Године 1868. отворена је женска, а осам година касније и мушка школа. У граду је 1874. живело нешто преко 7.000 становника.
Од 1919. насеље се налази у саставу Гомељског округа Руске СФСР, а службени статус града има има од 1925. године. Вјетка постаје део Белоруске ССР 1926. године.
Град је био окупиран од стране немачких нациста у периоду од 18. августа 1941. до 28. септембра 1943. и за то време страдало је 656 становника града и његове околине.
Због хаварије у нуклеарној електрани у Чернобиљу 26. априла 1986. из подручја око Вјетке које је било загађено енормо високим количинама радијације, исељено је преко 40.000 становника.

## Демографија
Према подацима са пописа становништва 2009. у граду је живело живело 7.930 становника.

## Привреда
Привреда града и околине почива на развијеној пољопривредној производњи, а у близини града налази се и већа фабрика цемента.